# Pulligny
Pulligny ist eine französische Gemeinde mit 1.151 Einwohnern (Stand: 1. Januar 2022) im Département Meurthe-et-Moselle in der Region Grand Est. Sie gehört zum Arrondissement Nancy und zum Kanton Neuves-Maisons.

## Geografie
Pulligny im Norden der Landschaft Saintois liegt am unteren Madon etwa 18 Kilometer südlich von Nancy.
Umgeben wird Pulligny von den Nachbargemeinden Frolois im Nordwesten und Norden, Méréville im Norden, Flavigny-sur-Moselle im Nordosten und Osten, Ceintrey im Osten und Süden, Autrey im Südwesten und Westen sowie Pierreville im Westen.

## Bevölkerungsentwicklung
| Jahr                       | 1962 | 1968 | 1975 | 1982 | 1990 | 1999 | 2006 | 2019 |
| Einwohner                  | 776  | 764  | 792  | 846  | 1113 | 1171 | 1225 | 1151 |
| Quellen: Cassini und INSEE |      |      |      |      |      |      |      |      |

## Sehenswürdigkeiten
- Kirche Saint-Pierre-aux-Liens aus dem 15. Jahrhundert
- Kapelle Notre-Dame-de-Pitié
- Burgruine von 1187 auf gallorömischen Fundamenten
- Rathaus, früherer Gutshof aus dem 16. Jahrhundert

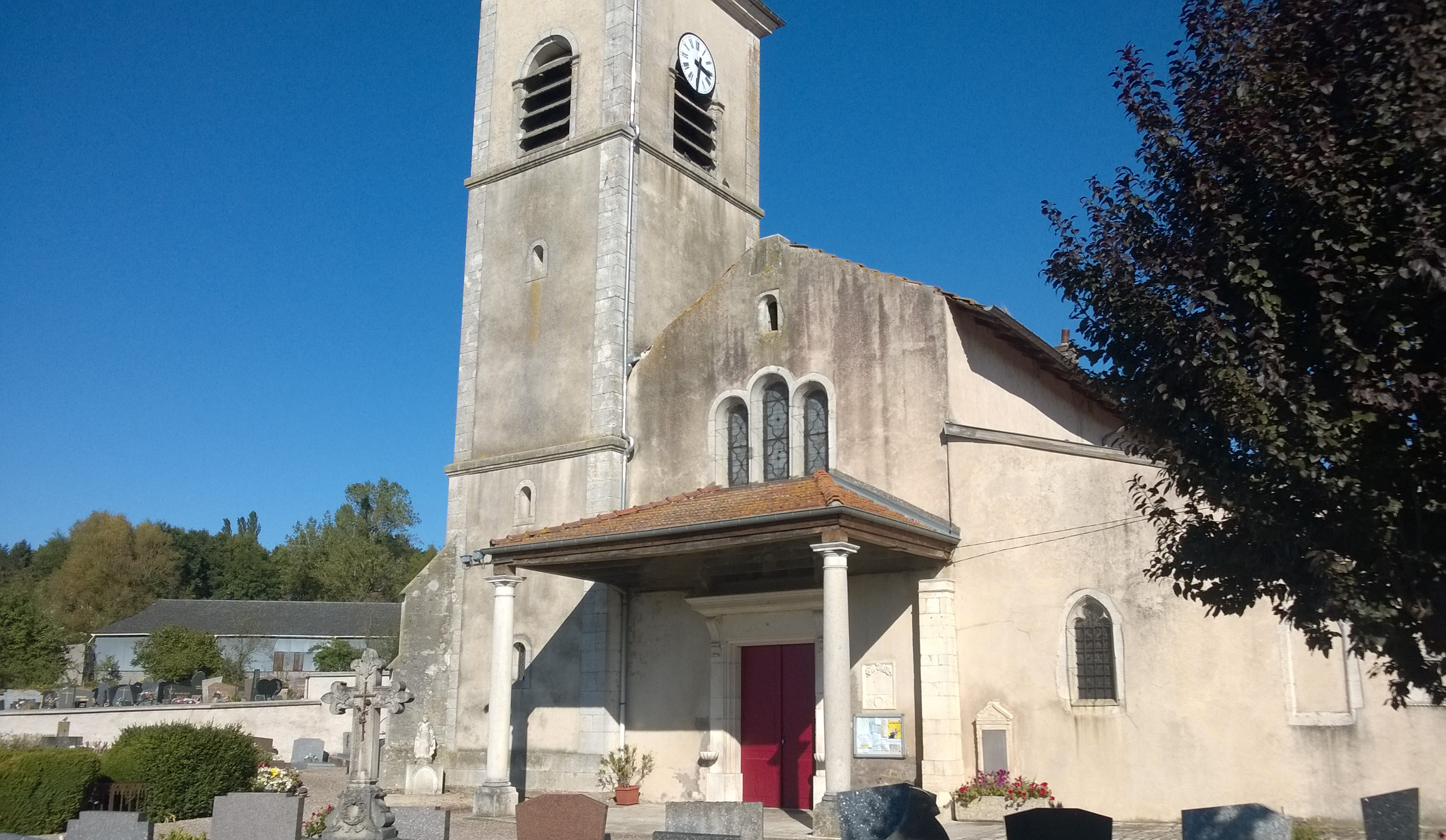
Kirche Saint-Pierre-aux-Liens